# حبيب عبد الرب سروري
حبيب عبد الرب سروري بروفيسور في علوم الكمبيوتر وروائي يمني يعيش ويعمل حالياً في فرنسا.

## مولده ونشأته
وُلد البروفيسور حبيب عبد الرب سروري في 15 أغسطس 1956 في حي الشيخ عثمان بمدينة عدن لأسرة متدينة انتقلت من مدينة تعز قرية (جبل السريرة) لها اهتمامات أدبية.
تأثر كثيراً بحب والده - الذي كان تلميذاً للعلامة قاسم صالح السروري- للعلم، وبتفانيه في قراءة كتب التصوف والتوحيد والفقه والتفسير، وبقراءته لكتب الأدب، وكتابته للشعر.

درس على يد والده مبكراً قواعد اللغة وبلاغتها، وبعض كتب التفسير والحديث.

بدأ مبكراً في كتابة الشعر، ونشرت له مجلة الحكمة أولى قصائده في عام 1970. وتركت نشأته في مدينة عدن بصماتها على أعماله الأدبية.

## دراسته
درس الابتدائية في المدرسة الشرقية بالشيخ عثمان عدن، والإعدادية - متجاوزاً إحدى سنيها الثلاث - في المدرسة الإعدادية بالشيخ عثمان، والثانوية في ثانوية عبود (ثانوية دار سعد).

ثم أدى الخدمة الوطنية مدرساً للرياضيات في إعدادية الشيخ عثمان.
بعد ذلك غادر إلى فرنسا في 1976 ليكمل دراساته الجامعية، فدرس السنوات الجامعية الأولى في جامعة روان - المجاورة لباريس - في الرياضيات التطبيقية، ثم تخصص في علوم الكمبيوتر.

حصل على البكالوريوس من كلية العلوم التطبيقية بجامعة روان في يونيو 1982 في الرياضيات التطبيقية (قسم الكمبيوتر)، ثم الماجستير في يونيو 1983 من جامعة باريس السادسة كلية العلوم التطبيقية، وكلاهما بامتياز.

وبعد أن حصل على درجة الماجستير، حصل على شهادتين أخريتين في الدراسات العليا وهما:
- شهادة الدكتوراه PhD في مارس 1987 من جامعة روان. وكان أثناء ذلك عضواً في مختبر المعلوماتية النظرية والبرمجية التابع لجامعتي باريس السادسة والسابعة، وجامعة روان. وتركزت أطروحته حول نتائج جديدة لحل المعادلات الكلماتية، وتصميم وبرمجة واستخدام خوارزمية ماكانين لحل المعادلات الكلماتية التي ظلت عشرات السنين معضلة علمية مفتوحة دون حل. ولها تطبيقات كثيرة في علوم المنطق والذكاء الاصطناعي.
- شهادة دكتوراه التأهيل لقيادة الأبحاث Habilitation to Supervise Researches في يناير 1992 التي تسمح بالتحول إلى بروفيسور جامعي أمام لجنة دولية من سبعة مشرفين تضمنت بعضاً من كبار علماء الرياضيات التطبيقية والكمبيوتر كالبروفيسور الروسي ماكانين، والبروفيسور الفرنسي كولميروير - صاحب لغة برولوج- والبروفيسور الأمريكي جاك كوهين، والبروفيسور جان فرانسوا بيرو، والبروفيسور كيرشنير، والبروفيسور بيكوشيه والبروفيسور جوراليتش، وكانت الأطروحة حول مجموعة أبحاثه الجديدة في:

1. المعادلات الكلماتية.
2. نظام ديناميكي جديد لبرمجة جدول أعمال المصانع.
3. لغة بحوث كمبيوترية جديدة.

## سيرته العملية
عمل عقب حصوله على الماجستير وحتى سبتمبر 1988 مهندس أبحاث في مركز نقل الأبحاث النظرية للمجالات الصناعية في جامعة روان.
وأصبح في أكتوبر 1988 بعد حصوله على شهادة الدكتوراه الأولى أستاذاً مساعداً في علوم الكمبيوتر في المعهد القومي للعلوم التطبيقية في روان - جزء من شبكة تضم خمسة معاهد قومية في عموم فرنسا يدخلها المتفوقون عبر نظام مسابقات على مستوى فرنسا، ويتخرج منها حوالي عشرة بالمائة من كبار المهندسين في فرنسا.
- تقدّم مباشرة بعد نيله شهادة الدكتوراه الثانية لنيل مقعد بروفيسور في بعض الجامعات الفرنسية. جاء مركزه الأول في جميع الجامعات التي تقّدم لها (كان، الهافر، روان...). اختار المعهد القومي للعلوم التطبيقية في روان كونه يساهم في قيادة بعض فرقه العلمية وبسبب الظروف العلمية المتميزة فيه. صار بعد ذلك بروفيسور منذ أكتوبر 1992 (بعد أربع سنوات فقط من تعيينه استاذا مساعدا). بدأ عمله برفيسورا جامعياً وعمره ست وثلاثون سنة.
- يشرف حالياً على قيادة الأبحاث والفرق العلمية، وعدد من أطروحات الدكتوراه، كانت أوّلها أطروحة دكتوراه ماريان ماكسيمنكو التي بدأتها في 1991. (أنظر على سبيل المثال أطروحة مايكل كازاكوف في أبريل 2004 )
- يشرف منذ 1992 على إدارة تدريس الكمبيوتر في قسم هندسة الرياضيات التطبيقية والكمبيوتر في المعهد القومي للعلوم التطبيقية.
- لم يتوقف منذ 1988 عن إلقاء المحاضرات والدروس العلمية بدعوة من بعض الجامعات والمختبرات العلمية داخل وخارج فرنسا.

## مساهماته العلمية
- قدم أكثر من مائة بحث علمي متخصص في المؤتمرات الدولية والمجلات العلمية الدولية المحكمة، وعدداً كبيراً من المحاضرات والبحوث في المجلات والمؤتمرات العلمية الداخلية. 
ساهم في الإشراف على تنظيم وإدارة عدد كبير من المؤتمرات العلمية الدولية، وفي إعداد التقارير حول عدد كبير من الأبحاث العلمية المقدّمة للمؤتمرات والمجلات العلمية الدولية.

## حبيب أديباً
أعطى حبيب عبد الرب اهتماماً أكبر للكتابة الأدبية منذ عام 1992، واليوم يُعد واحداً من أهم الروائيين اليمنيين إن لم يكن أهمهم.
بدأ بنشر كتاباته الأدبية مُنذ العام 2000 برواية الملكة المغدورة التي كتبها بالفرنسية وصدر له إلى اليوم:

### الروايات
- الملكة المغدورة. (رواية صدرت بالفرنسيّة). دار الأرماتان، فرنسا، 1998، ترجمها للعربية الدكتور علي محمد زيد، دار المهاجر، اليمن، 2002 وأعادت طبعها مجددا وزارة الثقافة اليمنية، 2004.
- دملان. (ثلاثية روائية). دار الآداب، لبنان، 2009
- طائر الخراب. دار رياض الريس، لبنان، 2011
- عرق الآلهة. دار رياض الريس، لبنان، 2008
- تقرير الهدهد. دار الآداب، لبنان، 2012
- أروى. دار الساقي، لبنان، 2013
- ابنة سوسلوف. دار الساقي، لبنان، 2014.
- حفيد سندباد. دار الساقي، 2016.[3]
- وحي. دار الساقي، 2018. فازت بجائزة كتارا 2019 في فئة الروايات المنشورة.[4]
- جزيرة المطففين، دار المتوسط، 2020.[5]
- نزوح ، دار الساقي، 2024.[6]

### القصص
- همساتٌ حرّى من مملكة الموتى. دار العفيف الثقافية، اليمن، 2000

### الشعر
- شيءٌ ما يُشبِهُ الحب. دار العفيف الثقافية، اليمن، 2002

### الكتبُ الفكريّة
- عن اليمن، ما ظهر منها وما بطن. دار العفيف الثقافية، اليمن، 2005
- لا إمام سوى العقل. دار رياض الريس، لبنان، 2014
- لنتعلم كيف نتعلم! استخلاصات شاهد على حضارة جديدة. دار رياض الريس، 2017.[7]

### الكتبُ والمقالات العلميّة
نُشِرتْ له كتبٌ علميّة عديدة، وأكثر من 95 بحثاً علميّاً، بالفرنسية والإنجليزية في مؤتمرات ومجلات علميّة دولية محكّمة.
تظهر مدينة عدن بكل تجلياتها في روايات حبيب، وتكون مدخلاً لليمن، فعلى الرغم من غربته الطويلة، إلا أنه لم يفقد ارتباطه ببلاده، فلا تزال اليمن تشكل عالم حبيب الروائي.

ثيمته الأساسية هي العشق، ومن هذه الثيمة يتفرع عالم حبيب الروائي ليرصد تحولات اليمن في ربع القرن الماضي.
وفي روايته الأخيرة طائر الخراب، يطرق حبيب المحرم والمسكوت عنه بقوة، فيتحدث عن زنا المحارم، والمفاهيم القبلية للشرف والبكارة.

أحدثت روايته الأخيرة دوياً فائقاً، فكانت حجراً حرك ركود الساحة الأدبية اليمنية بشكل خاص، والعربية عموماً بكم الجرأة في طرق المواضيع المسكوت عنها في الواقع.

في رواية الملكة المغدورة تحدث حبيب عن واقع اليمن الجنوبي إبان الفترة الشيوعية. أما في ثلاثيته دملان فيرصد حبيب اليمن كلها عبر مساحة العمل الروائي الشاسعة، وعبر اختلاق مملكة خيالية هي دملان الواقعة عند سفوح الهملايا. ورصد رحلة الراوي منذ بداياته في عدن مروراً بمكوثه في فرنسا وحتى عودته إلى اليمن الجديد، مستوحياً التراث الشعبي اليمني، والقصص الخرافية التي يحفل بها وعيه الجمعي كقصص الجان، ومستعيداً ممالك وعيه الجمعي مثل تنكا بلاد النامس الشهيرة.

يحلم حبيب بكتابة نص باللغتين العربية والفرنسية.

## إضافات
آخر المؤتمرات العلمية التي شارك في تنظيمها: